# Trey Murphy III
Kenneth "Trey" Murphy III (Durham, 18 de junho de 2000) é um jogador norte-americano de basquete profissional que atualmente joga no New Orleans Pelicans da National Basketball Association (NBA).
Ele jogou basquete universitário na Universidade Rice e na Universidade da Virginia e foi selecionado pelo Memphis Grizzlies como a 17º escolha geral no draft da NBA de 2021.

## Início da vida e carreira no ensino médio
Filho de Albeda e Kenneth Murphy Jr., Trey nasceu em Durham, Carolina do Norte. Ele jogou basquete no ensino médio na Cary Academy em Cary, Carolina do Norte, onde, em seu último ano, teve médias de 24,7 pontos e 7,4 rebotes. Em 4 de outubro de 2017, Murphy se comprometeu a jogar basquete universitário na Universidade Rice.

## Carreira universitária

### Rice
Como calouro em Rice, Murphy jogou em todos os 32 jogos e teve médias de 8,4 pontos e 2,6 rebotes. Em 26 de janeiro de 2019, Murphy marcou 24 pontos contra UAB. Em seu segundo ano, ele jogou em 29 jogos, sendo titular em 23. Ele liderou a sua equipe em pontuação com média de 13,7 pontos e registrou 25 jogos de pontuação de dois dígitos com dois duplos-duplos.

### Virgínia
Em 30 de março de 2020, Murphy entrou no portal de transferências e, em 14 de abril de 2020, foi transferido para a Universidade da Virginia. Devido ao COVID-19 afetar o basquete universitário, Murphy não precisou ficar de fora por um ano e recebeu três anos de elegibilidade imediata.
No final de dezembro de 2020, ele fez sua primeira partida como titular contra William & Mary e foi titular no restante da temporada. Neste momento, os olheiros da NBA o viam como um dos 45 melhores prospectos do draft. Em sua terceira temporada, ele teve médias de 11,3 pontos e 3,4 rebotes. Depois de postar uma temporada altamente eficiente de 50-40-90 sob o comando de Tony Bennett na Virgínia, Murphy se declarou para o draft da NBA de 2021, mantendo sua elegibilidade universitária. Em 21 de junho de 2021, Murphy anunciou que assinou com um agente, encerrando sua carreira universitária.

## Carreira profissional
Murphy foi selecionado pelo Memphis Grizzlies como a 17ª escolha geral no draft da NBA de 2021 e foi negociado para o New Orleans Pelicans. Em 10 de agosto de 2021, Murphy assinou um contrato 4 anos e US$14.7 milhões com os Pelicans. Em janeiro de 2022, ele e Naji Marshall foram designados para o afiliada dos Pelicans na G-League, o Birmingham Squadron.

## Estatísticas da carreira

### NBA

#### Temporada regular
| Ano     | Equipe      | PJ | PT | MPJ  | AP   | 3P   | LL   | RT  | AS | BR | TO | PPJ |
| ------- | ----------- | -- | -- | ---- | ---- | ---- | ---- | --- | -- | -- | -- | --- |
| 2021–22 | New Orleans | 62 | 1  | 13.9 | .394 | .382 | .882 | 2.4 | .6 | .4 | .1 | 5.4 |

#### Playoffs
| Ano  | Equipe      | PJ | PT | MPJ  | AP   | 3P   | LL   | RT  | AS | BR | TO | PPJ |
| ---- | ----------- | -- | -- | ---- | ---- | ---- | ---- | --- | -- | -- | -- | --- |
| 2022 | New Orleans | 6  | 0  | 20.0 | .409 | .474 | .800 | 2.5 | .5 | .5 | .2 | 5.2 |

### Universitário
| Ano      | Equipe   | PJ | PT | MPJ  | AP   | 3P   | LL   | RT  | AS  | BR | TO | PPJ  |
| -------- | -------- | -- | -- | ---- | ---- | ---- | ---- | --- | --- | -- | -- | ---- |
| 2018–19  | Rice     | 32 | 2  | 20.6 | .442 | .421 | .725 | 2.6 | .7  | .5 | .5 | 8.4  |
| 2019–20  | Rice     | 29 | 23 | 30.2 | .434 | .368 | .824 | 5.5 | 1.2 | .9 | .6 | 13.7 |
| 2020–21  | Virginia | 25 | 20 | 29.6 | .503 | .433 | .927 | 3.4 | 1.2 | .8 | .4 | 11.3 |
| Carreira | Carreira | 86 | 45 | 26.8 | .459 | .407 | .825 | 3.8 | 1.0 | .7 | .5 | 11.1 |

Fonte:

## Vida pessoal
Seu pai, Kenneth, jogou em East Carolina de 1986 a 1988. Murphy atende por "Trey" porque seu pai atende por "Kenny" e seu avô por "Ken".